# 長鬚鯊屬
長鬚鯊屬（學名：Brachaelurus）又稱盲鬚鮫屬，是板鰓亞綱鬚鮫目長鬚鯊科的一属。

## 下属物种
本属包括以下物种：
- 科氏長鬚鯊 Brachaelurus colcloughi Ogilby, 1908
- 瓦氏長鬚鯊 Brachaelurus waddi (Bloch & J. G. Schneider, 1801)